# Jabez Leftwich
Jabez Leftwich (* 22. September 1765 im Bedford County, Colony of Virginia; † 22. Juni 1855 bei Huntsville, Alabama) war ein US-amerikanischer Politiker. Zwischen 1821 und 1825 vertrat er den Bundesstaat Virginia im US-Repräsentantenhaus.

## Werdegang
Jabez Leftwich besuchte die öffentlichen Schulen seiner Heimat. Politisch schloss er sich später der Demokratisch-Republikanischen Partei an. Zwischen 1801 und 1809 saß er im Abgeordnetenhaus von Virginia. Während des Britisch-Amerikanischen Krieges war er Oberst im Stab seines Bruders Joel Leftwich, der damals General war.
Bei den Kongresswahlen des Jahres 1820 wurde Leftwich im 14. Wahlbezirk von Virginia in das US-Repräsentantenhaus in Washington, D.C. gewählt, wo er am 4. März 1821 die Nachfolge von William A. Burwell antrat. Nach einer Wiederwahl konnte er bis zum 3. März 1825 zwei Legislaturperioden im Kongress absolvieren. Seit 1823 vertrat er dort als Nachfolger von William Smith den siebten Distrikt seines Staates. Im Jahr 1824 wurde er nicht wiedergewählt.
1825 zog Jabez Leftwich in das Madison County in Alabama, wo er in der Landwirtschaft und im Handel arbeitete. Später wurde er in das Repräsentantenhaus von Alabama gewählt. Er starb am 22. Juni 1855 nahe Huntsville.